# Thomas Ross (Politiker)
Thomas Ross (* 1. Dezember 1806 in Easton, Northampton County, Pennsylvania; † 7. Juli 1865 in Doylestown, Pennsylvania) war ein US-amerikanischer Politiker. Zwischen 1849 und 1853 vertrat er den Bundesstaat Pennsylvania im US-Repräsentantenhaus.

## Werdegang
Thomas Ross war der Sohn des Kongressabgeordneten John Ross (1770–1834). Er besuchte die öffentlichen Schulen seiner Heimat und danach bis 1823 das Princeton College. Nach einem anschließenden Jurastudium und seiner 1829 erfolgten Zulassung als Rechtsanwalt begann er in Doylestown in diesem Beruf zu arbeiten. Noch im gleichen Jahr wurde er stellvertretender Bezirksstaatsanwalt im Bucks County. Politisch war er zunächst Mitglied der Anti-Masonic Party. Danach schloss er sich der Demokratischen Partei an.
Bei den Kongresswahlen des Jahres 1848 wurde Thomas Ross als demokratischer Kandidat im sechsten Wahlbezirk von Pennsylvania in das US-Repräsentantenhaus in Washington, D.C. gewählt, wo er am 4. März 1849 die Nachfolge von Samuel Augustus Bridges antrat. Nach einer Wiederwahl konnte er bis zum 3. März 1853 zwei Legislaturperioden im Kongress absolvieren. Diese waren von den Ereignissen im Vorfeld des Bürgerkrieges geprägt. Dabei ging es damals vor allem um die Frage der Sklaverei. Nach seiner Zeit im US-Repräsentantenhaus praktizierte Ross wieder als Anwalt. Er starb am 7. Juli 1865 in Doylestown.